# الوحدة مول

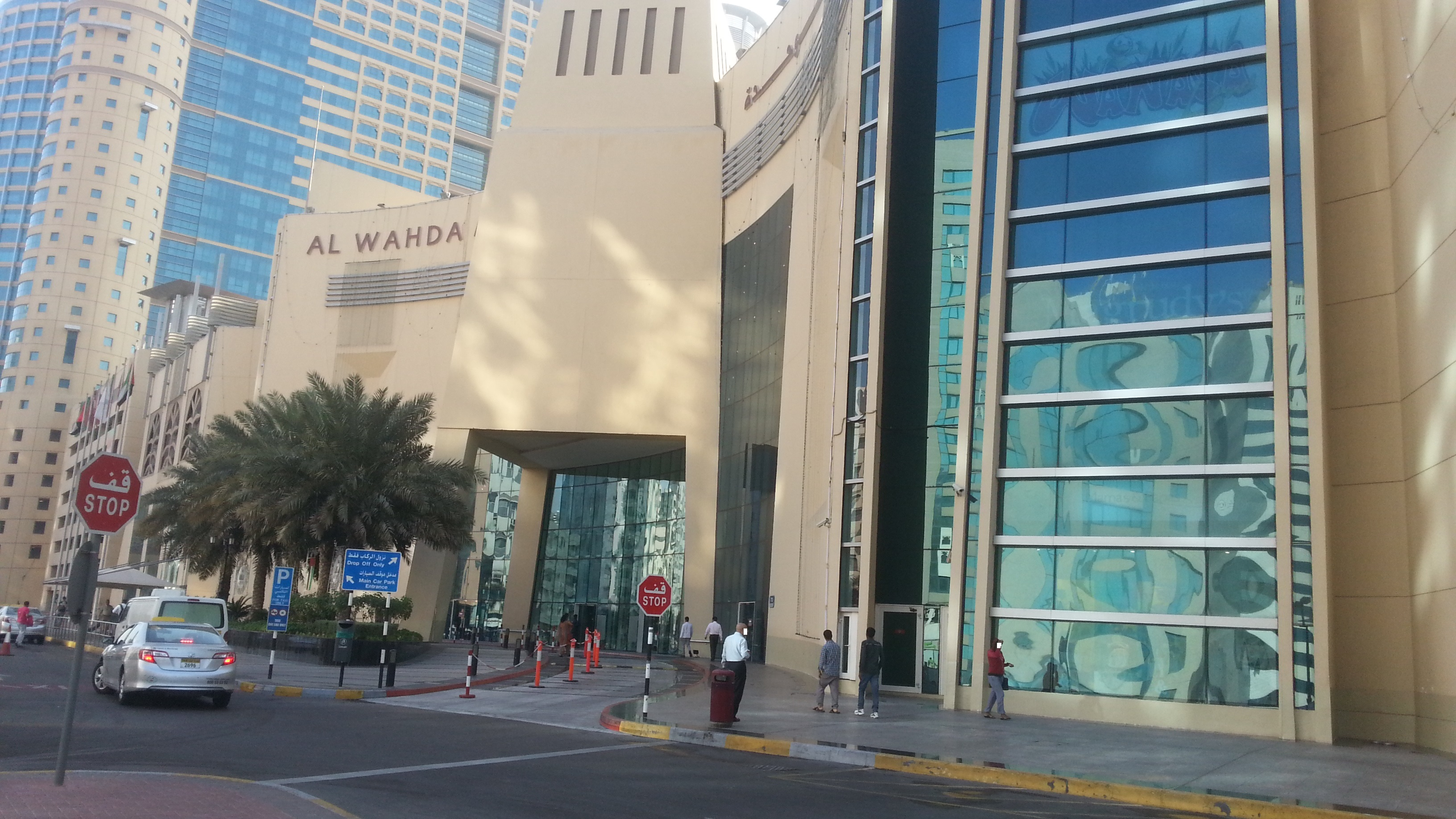
الوحدة مول

الوحدة مول، هو مركز تسوق يقع في أبو ظبي، الإمارات العربية المتحدة . بدأ بناءه عام 2004، وافتتح في 5 يونيو 2007، وهو مملوك لنادي الوحدة الرياضي، وتديره مجموعة اللولو الدولية. يقع الوحدة مول على طول طريق المطار القديم (شارع الشيخ راشد بن سعيد) بالقرب من شارع هزاع بن زايد الأول.

## تاريخ
اعتبارًا من عام 2023، بلغت مساحة الإجمالية للمركز التجاري حوالي 3.3 مليون قدم مربع (307000 متر مربع)، ويضم أكثر من 480 متجرًا للعلامات التجارية ويجذب أكثر من 32 مليون زائر سنويًا. يحمل المركز التجاري أيضًا العديد من الجوائز، مثل "أفضل مركز تسوق في أبو ظبي"،  إلى جانب العديد من الجوائز الذهبية والفضية. ويقع في قلب العاصمة أبوظبي كما يتصل مباشرة بفندق جراند ميلينيوم الوحدة وهو فندق 5 نجوم وبالقرب من نادي الوحدة الرياضي الثقافي ومحطة  ابوظبي المركزية للحافلات  مايسهل التنقل من والى اي مكان في العاصمة .

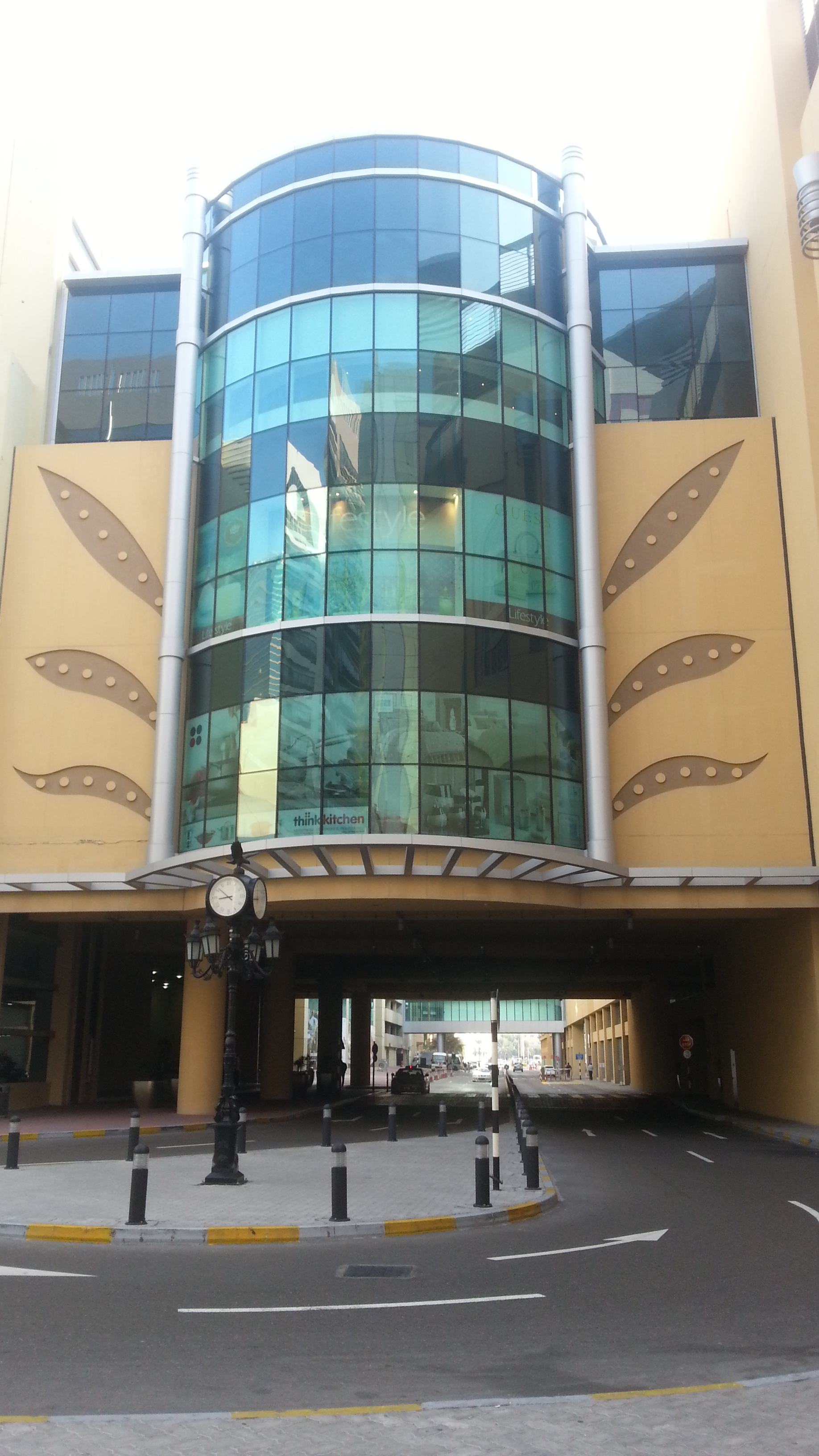
الوحدة مول

## التوسعة
افتتحت  توسعة المركز التجاري في 5 سبتمبر 2012، حيث أضيف أكثر من 200 متجر وتم تأجير أكثر من 90٪ من مساحات البيع بالتجزئة. التوسعة هي عبارة عن مبنى منفصل به خدمة صف السيارات أسفل الجسر المعلق الرئيسي الذي يربط بين المبنيين. يحتوي الجسر المعلق الرئيسي على بعض المحلات التجارية ومعظم الطوابق.

## روابط خارجية
- الموقع الرسمي
- جراند ميلينيوم الوحدة